# A little bit longer
A Little Bit Longer es el tercer álbum de estudio de los Jonas Brothers. Además, es su segundo álbum publicado bajo Hollywood Records, gestionado en Sony/ ATV Music Publishing. Este álbum lanzó el 12 de agosto de 2008. El primer sencillo fue Burnin' Up, lanzado el 20 de junio de 2008 el cual tuvo mucho éxito.

## Antecedentes
El título, del álbum "A Little Bit Longer", proviene de la canción del mismo nombre que Nick Jonas escribió acerca de su diabetes. La canción trata sobre lo difícil que es soportar la diabetes, pero que la está superando. La portada del álbum fue una obra del "Team Jonas", el club oficial de los Jonas Brothers, mandado por ellos, a través de correo electrónico, el 20 de junio de 2008. Al igual que el álbum Jonas Brothers, este también cuenta con la tecnología CDVU+ que incluye más de 30 páginas de bonificación exclusiva, con características de rendimiento de vídeo, 60 fotografías que se pueden imprimir, las letras del álbum completo, gráficos descargables, y enlaces ocultos. Además, el envase del disco está hecho 100% de materiales reciclados.

## Promoción
El 5 de agosto de 2008, A Little Bit Longer se presentó en The Leak de MTV, lo que permitió escuchar el álbum en streaming antes de que saliera a la venta. Los hermanos interpretaron su segundo sencillo, "Lovebug", en los 2008 MTV Video Music Awards.
Uno de los temas extra, "Live to Party", fue más tarde la canción principal de su programa de televisión Jonas.

## Sencillos
"Burnin' Up" es el primer sencillo del álbum y fue lanzado oficialmente el 19 de junio de 2008. El vídeo musical de "Burnin' Up" se estrenó en Disney Channel, tras el estreno de Camp Rock, un día después. El segundo sencillo del álbum "Lovebug" se dio a conocer en los 2008 MTV Video Music Awards. Se lanzó oficialmente el 30 de septiembre de 2008. El vídeo musical oficial de "Lovebug" se estrenó en Disney Channel el 19 de octubre de 2008. El tercer y último sencillo del álbum se titula "Tonight" y fue lanzado el 17 de febrero de 2009. 

### Sencillos  promocionales
"A Little Bit Longer" fue lanzado el 5 de agosto de 2008, como primer sencillo promocional. El 12 de marzo de 2009, se lanzó "Pushin' Me Away" como segundo y último sencillo promocional.

## Lista de canciones
| N.º   | Título                     | Escritor(es)                   | Duración |  |
| 1.    | «BB Good»                  | Jonas Brothers, John Taylor    | 2:56     |  |
| 2.    | «Burnin' Up» (con Big Rob) | Jonas Brothers                 | 2:54     |  |
| 3.    | «Shelf»                    | Jonas Brothers                 | 3:48     |  |
| 4.    | «One Man Show»             | Jonas Brothers                 | 3:08     |  |
| 5.    | «Lovebug»                  | Jonas Brothers                 | 3:40     |  |
| 6.    | «Tonight»                  | Jonas Brothers, Greg Garbowsky | 3:29     |  |
| 7.    | «Can't Have You»           | Nick Jonas, PJ Bianco          | 4:28     |  |
| 8.    | «Video Girl»               | Jonas Brothers                 | 2:53     |  |
| 9.    | «Pushin' Me Away»          | Jonas Brothers                 | 3:03     |  |
| 10.   | «Sorry»                    | Jonas Brothers                 | 3:12     |  |
| 11.   | «Got Me Going Crazy»       | Nick Jonas                     | 2:35     |  |
| 12.   | «A Little Bit Longer»      | Nick Jonas                     | 3:25     |  |
| 39:32 |                            |                                |          |  |

| Japanese deluxe edition |                                |          |  |
| N.º                     | Título                         | Duración |  |
| 1.                      | «When You Look Me in the Eyes» | 4:09     |  |
| 14.                     | «Hello Goodbye»                | 2:07     |  |
| 15.                     | «Infatuation»                  | 3:30     |  |
| 16.                     | «Burnin' Up» (live)            | 3:48     |  |
| 17.                     | «Shelf» (live)                 | 4:56     |  |
| 18.                     | «Pushin' Me Away» (live)       | 3:23     |  |
| 19.                     | «A Little Bit Longer» (live)   | 8:38     |  |
| 1:06:05                 |                                |          |  |

| Japanese deluxe edition DVD | |          |  |
| N.º                         | Título | Duración |  |
| 1.                          | «"When You Look Me in the Eyes" (music video)» | 4:16     |  |
| 2.                          | «"Burnin' Up" (music video)» | 3:26     |  |
| 3.                          | «"Burnin' Up" ("Making of the Video")» | 5:01     |  |
| 4.                          | «"Lovebug" (music video)» | 4:19     |  |
| 5.                          | «"Lovebug" ("Making of the Video")» | 4:22     |  |
| 6.                          | «JB Special Message» | 0:21     |  |
| 7.                          | «A Little Bit Longer: Album piece with exclusive photo gallery» | 2:15     |  |
| 8.                          | «A Little Bit Longer: Clear Channel Stripped performance» | 3:24     |  |
| 9.                          | «Band in a Bus trailer» | 3:15     |  |
| 10.                         | «YouTube videos: - DJ Danger (0:55) - Nick J Show (0:54) - Taichi (1:13) - Gibson Surprise Visit (0:44) - Look Me in the Eyes Tour Makes History (0:53) - Meet the Queen Josephyne (1:54)» |          |  |

## Récords y ventas
De acuerdo con John Startovarious, el álbum debutó en su primera semana con más de 476.000 copias en Estados Unidos en el puesto #1 del Billboard 200 y debutó con un poco menos de 600.000 ventas a nivel mundial, llevándolos así a la lista Billboard y siendo reconocidos por su récord en ventas de la semana debut del 2008 junto a Coldplay y Taylor Swift. La liberación del álbum tuvo un gran impacto en las ventas de sus  álbumes anteriores.

## Recepción crítica
A Little Bit Longer recibió críticas generalmente positivas por parte de la crítica musical. En Metacritic, el álbum recibió una puntuación por encima de la media de 66 sobre 100. En una crítica de 4 estrellas escrita por el editor de Rolling Stone Jody Rosen afirmó: "El fantástico tercer álbum de los chicos está impregnado de las guitarras fuzzed-up, las armonías a tres voces y los estribillos de algodón de azúcar de Big Star y Cheap Trick. Los incondicionales del power-pop que esperaban a los salvadores comerciales del género deben darse cuenta de que los mesías han llegado". Natalie Nichols, de Los Angeles Times, escribió: "El tercer álbum de la banda de chicos alfa del momento es, sin duda, del momento. Nick (15), Kevin (20) y Joe (18), los hermanos Jonas, nacidos en Jersey, tocan todas las notas pop correctas con temas como la rompedora 'Got Me Going Crazy', la ligeramente funky Burnin' Up (una pálida imitación de Prince) y la balada emo-lite de corazón roto Can't Have You. En una crítica mixta del Toronto Star, Ben Rayner al hablar de la demografía de los álbumes escribió: "Los corazones jóvenes se derretirán, los estómagos mayores se revolverán", y A Little Bit Longer tiene en mente a un público acrítico en particular y le sirve tan bien como cabe esperar".

## Charts

### Weekly charts
| Chart (2008)                    | Peak position |
| ------------------------------- | ------------- |
| Australia (ARIA)                | 13            |
| Austria (Ö3 Austria Top 40)     | 27            |
| Bélgica (Ultratop Flanders)     | 75            |
| Bélgica (Ultratop Wallonia)     | 58            |
| Brasil (ABPD)                   | 1             |
| Canadá (Billboard)              | 1             |
| Croacia (IFPI)                  | 30            |
| Dinamarca (Tracklisten)         | 38            |
| Países Bajos (MegaCharts)       | 40            |
| Francia (SNEP)                  | 14            |
| Alemania (Media Control Charts) | 23            |
| Grecia (IFPI)                   | 21            |
| Hungría (MAHASZ)                | 39            |
| Irlanda (IRMA)                  | 15            |
| Italia (FIMI)                   | 2             |
| Japón (Oricon)                  | 35            |
| México (AMPROFON)               | 1             |
| Nueva Zelanda (RMNZ)            | 11            |
| Noruega (VG-lista)              | 27            |
| Polonia (ZPAV)                  | 6             |
| Portugal (AFP)                  | 27            |
| Escocia (OCC)                   | 22            |
| España (PROMUSICAE)             | 3             |
| Suecia (Sverigetopplistan)      | 54            |
| Suiza (Swiss Hitparade)         | 55            |
| Taiwán (G-Music)                | 15            |
| Reino Unido (OCC)               | 19            |
| Estados Unidos Billboard 200    | 1             |

### Year-end charts
| Chart (2008)     | Position |
| ---------------- | -------- |
| US Billboard 200 | 25       |
| Chart (2009)     | Position |
| US Billboard 200 | 77       |